# L’Ametlla de Mar
L’Ametlla de Mar (auf Spanisch La Ametlla de Mar) ist eine Gemeinde in der katalanischen Provinz Tarragona in Spanien. Bei einer Fläche von 67,14 km² beträgt die Einwohnerzahl 7.373 (Stand: 2024).
Die Stadt ist auch unter dem Namen La Cala bekannt.
Obwohl an der touristisch geprägten Costa Daurada gelegen, bleibt L’Ametlla de Mar vom Fischfang geprägt. Im Stadtteil Calafat befindet sich die permanente Motorsport-Rennstrecke Circuit de Calafat.

## Persönlichkeiten mit Verbindung zuL’Ametlla de Mar
- Christian Hasse (* 1931), deutscher Maler